# Jalil Anibaba
Jalil Anibaba (* 19. Oktober 1988 in Fontana) ist ein US-amerikanischer Fußballspieler, der meist als Abwehrspieler eingesetzt wird. Er steht derzeit bei Columbus Crew SC unter Vertrag.

## Karriere

### Jugend und Amateurfußball
Anibaba ging in die Davis Senior High School in Davis. Nachdem er dort seinen Abschluss erlangt hatte, ging er auf die Santa Clara University, für dessen Fußballmannschaft er auch spielte. Ein Jahr vor seinem Collegeabschluss wechselte er an die University of North Carolina at Chapel Hill an der seinen Abschluss erwarb.
Während seines letzten Jahres am College spielte er außerdem für Carolina Dyamo in der Premier Development League.

### Vereinskarriere
Anibaba wurde als neunter Pick in der ersten Runde des MLS SuperDrafts 2011 von Chicago Fire gewählt. Sein Pflichtspieldebüt absolvierte er am 19. März 2011, dem ersten Spieltag der Saison, bei 1:1-Unentschieden gegen den FC Dallas. Sein erstes Tor erzielte er bereits am 30. März 2011 bei einem Sieg im Pokal über die Colorado Rapids.
Nach drei Jahren bei Chicago wurde er zusammen mit dem achten Pick des Draftes 2014 und einem Drittrunden-Pick 2015 zu den Seattle Sounders transferiert. Chicago erhielt im Gegenzug für ihn die beiden Verteidiger Jhon Kennedy Hurtado und Patrick Ianni sowie den 13. Pick im Draft 2014.
Im Zuge des Expansion Drafts 2014 wurde Anibaba von Orlando City ausgewählt. Nach dem Draft wurde er aber im Austausch für Aurélien Collin zu Sporting Kansas City transferiert. Dort unterschrieb er am 25. November 2015 einen Vertrag.
Nach der Saison 2015 wurde er von Sporting Kansas City freigestellt und kurz darauf von Houston Dynamo unter Vertrag genommen.
Nach der Saison 2017 wurde sein Vertrag bei Houston Dynamo nicht weiter verlängert und er wechselte zu New England Revolution.
Anibaba avancierte, aufgrund seiner emotionalen Jubel nach erfolgreichen Verteidigungsaktionen, schnell zu einem Fan-Liebling in New England.
Am 30. März 2019, erzielte Anibaba sein erstes und einziges Tor für New England beim 2:1-Sieg über [Minnesota United FC].
Am 19. November 2019 wurde Anibaba im [MLS Expansion Draft] vom [Nashville SC] ausgewählt. Zum Ende der Saison 2021 lief sein Vertrag bei Nashville aus.
Am 14. Januar 2022, unterschrieb Anibaba einen Einjahresvertrag bei Columbus Crew SC.